# Andreas Artner
Andreas Artner (* 26. März 1894 in Pöttelsdorf; † unbekannt) war ein österreichischer, nationalsozialistischer Politiker und Landwirt aus Bocksdorf.
Andreas Artner war zwischen 1929 und 1940 ehrenamtlicher Kommandant der Feuerwehr Oberschützen. Zum 1. März 1933 trat er der NSDAP bei (Mitgliedsnummer 1.524.071). Er hatte zumindest ab 1938 das Amt des Kreisbauernführers inne und wurde am 15. März 1938 von Gauleiter Tobias Portschy zum Mitglied des Burgenländischen Landtags ernannt. Er war Vater von zumindest zwei Söhnen (Otto und Andreas jun., 1919–1944), die 1943 bzw. 1944 im Zweiten Weltkrieg fielen.